# 우얼카이시
외르케슈 될레트(위구르어: ئۆركەش دۆلەت, Örkesh Dölet, 1968년 2월 17일 ~ )는 1989년에 일어난 천안문 사태 때 학생, 노동자, 농민 시위를 주동한 위구르족 학생이었으며, 현재는 타이완에 거주하고 있다. 중국식 이름은 우얼카이시 둬라이터(중국어 간체자: 吾尔开希·多莱特, 정체자: 吾爾開希·多萊特, 병음: Wú’ěrkāixī Duōláitè)이다.
그는 베이징 사범대학에 재학할 때 학생 대표 중 하나로 천안문 광장에서 ‘인민작주(人民作主)’를 요구하며 인민영웅기념비 행렬을 주동한 뒤 중국 정부와 대치한 대학생 시위와 단식 농성을 이어갔으며, 리펑 총리의 홍위병 접견 후에도 시위 농성을 중단하지 않겠다고 밝혔고, 얼마 후 군부대가 출동하였다. 천안문 사태 이후에는 중국인민해방군 출신의 부친과 홍콩의 지원 단체의 도움으로 수배를 피해서 주하이를 거쳐 프랑스로 탈출했다.
그는 그후 미국 하버드 대학교와 도미니칸 대학교에 입학했지만 대학을 졸업하지는 못했다. 이후 그는 타이완의 여성과 결혼한 후 타이완으로 이주했으며 1998년부터 2001년까지 라디오 방송국의 토크 쇼 프로그램 진행을 맡았다.